# دانيال تشارلز مور
دانيال تشارلز مور هو سياسي كندي، ولد في 13 ديسمبر 1801، وتوفي في 12 أكتوبر 1890. حزبياً، نشط في الحزب الليبرالي في نوفا سكوشا ‏. وقد انتخب عضو مجلس نواب نوفا سكوتيا.